# 2019년 하계 유니버시아드
제30회 하계 유니버시아드는 2019년 7월 3일부터 7월 14일까지 이탈리아 나폴리에서 열린 하계 유니버시아드 대회이다.

## 개최 도시 선정
국제 대학 스포츠 연맹은 2013년 4월 3일에 2019년 하계 유니버시아드 후보 도시 목록을 다음과 같이 공개했다.
- 아제르바이잔 바쿠
- 브라질 브라질리아
- 헝가리 부다페스트

아제르바이잔의 바쿠는 2015년부터 2017년 사이에 자국 내에서 열리는 스포츠 대회 준비에 전념하겠다는 의사를 표명하면서 2013년 10월 31일에 유치 신청을 철회했으며 헝가리의 부다페스트는 막대한 개최 비용을 이유로 2013년 11월 8일에 유치 신청을 철회했다. 국제 대학 스포츠 연맹은 2013년 11월 9일에 유일한 후보 도시로 남아 있던 브라질의 브라질리아를 2019년 하계 유니버시아드 개최 도시로 선정했지만 브라질리아는 2014년 12월 23일에 재정 문제를 이유로 개최권을 반납했다. 국제 대학 스포츠 연맹은 2016년 3월 5일에 이탈리아의 나폴리를 2019년 하계 유니버시아드 개최 도시로 새로 선정했다.

## 경기 종목
| - 육상 - 농구 - 축구 - 펜싱 - 체조 (기계체조, 리듬체조) | - 수영 (경영, 다이빙, 수구) - 테니스 - 배구 - 유도 - 탁구 | - 태권도 - 골프 - 양궁 - 역도 - 야구 |

## 참가국
- 알바니아
- 알제리
- 아르헨티나
- 아르메니아
- 오스트레일리아
- 오스트리아
- 아제르바이잔
- 방글라데시
- 벨라루스
- 벨기에
- 버뮤다
- 보츠와나
- 브라질
- 불가리아
- 부르키나파소
- 부룬디
- 카메룬
- 캐나다
- 카보베르데
- 중앙아프리카 공화국
- 칠레
- 중국
- 코모로
- 콩고 민주 공화국
- 코스타리카
- 코트디부아르
- 크로아티아
- 키프로스
- 체코
- 덴마크
- 이집트
- 에스토니아
- 에스와티니
- 에티오피아
- 핀란드
- 프랑스
- 감비아
- 조지아
- 독일
- 가나
- 기니
- 온두라스
- 홍콩
- 헝가리
- 인도
- 인도네시아
- 이란
- 아일랜드
- 이스라엘
- 이탈리아 (개최국)
- 일본
- 요르단
- 카자흐스탄
- 케냐
- 대한민국
- 코소보
- 키르기스스탄
- 레바논
- 리비아
- 리히텐슈타인
- 라트비아
- 리투아니아
- 룩셈부르크
- 마카오
- 마다가스카르
- 말라위
- 말레이시아
- 몰도바
- 멕시코
- 모나코
- 몽골
- 몬테네그로
- 모로코
- 모잠비크
- 네팔
- 뉴질랜드
- 네덜란드
- 북마케도니아
- 나이지리아
- 조선민주주의인민공화국
- 노르웨이
- 오만
- 파라과이
- 필리핀
- 팔레스타인
- 폴란드
- 포르투갈
- 루마니아
- 러시아
- 사우디아라비아
- 세네갈
- 시에라리온
- 산마리노
- 싱가포르
- 슬로바키아
- 슬로베니아
- 소말리아
- 남아프리카 공화국
- 스페인
- 세르비아
- 스리랑카
- 스웨덴
- 스위스
- 중화 타이베이
- 태국
- 트리니다드 토바고
- 튀르키예
- 투르크메니스탄
- 우간다
- 우크라이나
- 아랍에미리트
- 영국
- 미국
- 우루과이
- 우즈베키스탄
- 베트남
- 미국령 버진아일랜드
- 잠비아
- 짐바브웨

## 메달 집계
| 순위 | 국가                   | 금메달 | 은메달 | 동메달 | 합계 |
| ---- | ---------------------- | ------ | ------ | ------ | ---- |
| 1    | 일본                   | 33     | 21     | 28     | 82   |
| 2    | 러시아                 | 22     | 24     | 36     | 82   |
| 3    | 중국                   | 22     | 13     | 8      | 43   |
| 4    | 미국                   | 21     | 17     | 15     | 53   |
| 5    | 대한민국               | 17     | 17     | 16     | 50   |
| 6    | 이탈리아               | 15     | 13     | 16     | 44   |
| 7    | 중화 타이베이          | 9      | 13     | 10     | 32   |
| 8    | 멕시코                 | 8      | 7      | 6      | 21   |
| 9    | 이란                   | 7      | 3      | 7      | 17   |
| 10   | 남아프리카 공화국      | 6      | 8      | 4      | 18   |
| 11   | 우크라이나             | 6      | 7      | 7      | 20   |
| 12   | 오스트레일리아         | 6      | 5      | 6      | 17   |
| 13   | 브라질                 | 5      | 3      | 9      | 17   |
| 14   | 튀르키예               | 4      | 5      | 5      | 14   |
| 15   | 폴란드                 | 4      | 2      | 9      | 15   |
| 16   | 프랑스                 | 3      | 9      | 11     | 23   |
| 17   | 영국                   | 3      | 3      | 4      | 10   |
| 18   | 아제르바이잔           | 2      | 3      | 2      | 7    |
| 19   | 우즈베키스탄           | 2      | 2      | 4      | 8    |
| 20   | 체코                   | 2      | 2      | 3      | 7    |
| 21   | 핀란드                 | 2      | 2      | 1      | 5    |
| 22   | 스위스                 | 2      | 1      | 1      | 4    |
| 23   | 몰도바                 | 2      | 0      | 2      | 4    |
| 24   | 독일                   | 1      | 9      | 8      | 18   |
| 25   | 카자흐스탄             | 1      | 5      | 1      | 7    |
| 26   | 벨라루스               | 1      | 3      | 1      | 5    |
| 27   | 오스트리아             | 1      | 2      | 0      | 3    |
| 28   | 캐나다                 | 1      | 1      | 4      | 6    |
| 29   | 인도                   | 1      | 1      | 2      | 4    |
| 29   | 리투아니아             | 1      | 1      | 2      | 4    |
| 29   | 슬로바키아             | 1      | 1      | 2      | 4    |
| 32   | 모로코                 | 1      | 1      | 1      | 3    |
| 33   | 태국                   | 1      | 0      | 4      | 5    |
| 34   | 헝가리                 | 1      | 0      | 2      | 3    |
| 35   | 아르메니아             | 1      | 0      | 1      | 2    |
| 35   | 키프로스               | 1      | 0      | 1      | 2    |
| 35   | 에스토니아             | 1      | 0      | 1      | 2    |
| 35   | 뉴질랜드               | 1      | 0      | 1      | 2    |
| 35   | 조선민주주의인민공화국 | 1      | 0      | 1      | 2    |
| 40   | 알제리                 | 1      | 0      | 0      | 1    |
| 40   | 불가리아               | 1      | 0      | 0      | 1    |
| 40   | 필리핀                 | 1      | 0      | 0      | 1    |
| 40   | 스웨덴                 | 1      | 0      | 0      | 1    |
| 44   | 포르투갈               | 0      | 2      | 2      | 4    |
| 45   | 이집트                 | 0      | 2      | 0      | 2    |
| 46   | 루마니아               | 0      | 1      | 3      | 4    |
| 47   | 벨기에                 | 0      | 1      | 2      | 3    |
| 47   | 네덜란드               | 0      | 1      | 2      | 3    |
| 49   | 조지아                 | 0      | 1      | 1      | 2    |
| 49   | 몽골                   | 0      | 1      | 1      | 2    |
| 49   | 노르웨이               | 0      | 1      | 1      | 2    |
| 49   | 우간다                 | 0      | 1      | 1      | 2    |
| 53   | 아르헨티나             | 0      | 1      | 0      | 1    |
| 53   | 부르키나파소           | 0      | 1      | 0      | 1    |
| 53   | 트리니다드 토바고      | 0      | 1      | 0      | 1    |
| 56   | 홍콩                   | 0      | 0      | 2      | 2    |
| 57   | 칠레                   | 0      | 0      | 1      | 1    |
| 57   | 크로아티아             | 0      | 0      | 1      | 1    |
| 57   | 덴마크                 | 0      | 0      | 1      | 1    |
| 57   | 에티오피아             | 0      | 0      | 1      | 1    |
| 57   | 인도네시아             | 0      | 0      | 1      | 1    |
| 57   | 아일랜드               | 0      | 0      | 1      | 1    |
| 57   | 이스라엘               | 0      | 0      | 1      | 1    |
| 57   | 라트비아               | 0      | 0      | 1      | 1    |
| 57   | 말레이시아             | 0      | 0      | 1      | 1    |
| 57   | 싱가포르               | 0      | 0      | 1      | 1    |
| 57   | 슬로베니아             | 0      | 0      | 1      | 1    |
| 57   | 스페인                 | 0      | 0      | 1      | 1    |
| 합계 | 합계                   | 223    | 218    | 269    | 710  |